# ベダンタ・リソーシズ
ベダンタ・リソーシズ (Vedanta Resources plc LSE: VED) は多国籍の鉱業・資源グループの英国本社である。2003年12月にロンドン証券取引所へ上場、2006年6月にFTSE100種総合株価指数の採用銘柄に加えられた。